# الشفيع أحمد الشيخ
الشفيع أحمد الشيخ مناضل سوداني ورمز من رموز الحركة الوطنية السودانية وأصغر نقابي تقلد مناصب متقدمة في الحركة النقابية العمالية العالمية. ويعتبر أول عامل نقابي تقلد منصب وزير.
ساهم في كثير من الأعمال والأنشطة النقابية وناضل بجسارة وله الكثير من المواقف آخرها قيل أنه تقدم بهدوء تام إلى منصة إعدامه، ووقف واستلم الحبل وقام بوضعه بنفسه حول رقبته وهتف بأعلى صوته قائلاً «عاش الشعب السوداني.. عاشت الطبقة العاملة» 

## مولده
ولد الشفيع أحمد الشيخ عام 1924م في مدينة شندي التي تقع شمال العاصمة السودانية الخرطوم وهو ينتمي إلى قبيلة الجعليين (قبائل من أصول عربية).
تخرج من مدرسة الصناعات في مدينة عطبرة وكان يبلغ ثمانية عشر عامًا. التحق فور تخرجه بالعمل في سكك حديد السودان.

## شفيع أحمد الشيخ نقابيًا
شارك في تأسيس هيئة شؤون عمال سكة الحديد الذي تحول فيما بعد إلى نقابة عمال السودان.
قبل أن يبلغ الرابعة والعشرين من عمره، عام 1948م اختير مساعدًا لسكرتير عام نقابات عمال السودان.
عمل على عقد صلات بين الحركة العمالية السودانية والحركتين العمالتين العالمية والعربية. حتى انتخب في عام 1957م نائبًا لرئيس الاتحاد العالمي لنقابات العمال كأصغر قائد نقابي يتولى هذه المسؤولية العالمية.
في عام 1964م انتخب مجدداً سكرتيراً عاماً مساعداً لرئيس اتحاد عمال السودان من قِبل 55 نقابة.

## تصاعد نضال الحركة العمالية
شارك الشفيع في مقاومة نظام إبراهيم عبود (العسكري)، وحكم عليه بالسجن خمس سنوات عام 1959م. ومنح وسام السلام وهو في السجن
حاولت حكومة عبود أن تحول دون انعقاد مؤتمر عام عمال السودان وتصاعد نضال الحركة الوطنية السودانية بعدها بمشاركة معظم فئات المجتمع السوداني ليتحول إلى انتفاضة أسقطت نظام الحكم العسكري.

## وسام السلام العالمي
منح - وهو في السجن - وسام السلام العالمي الذي تسلمه فيما بعد عام 1964.

## الشفيع وزيرا
عندما تم تشكيل حكومة ائتلافية برئاسة السيد / سر الختم الخليفة بعد انتفاضة أكتوبر سُمّي الشفيع فيها وزيراً ممثلاً اتحاد العمال. كما سميت زوجته(لاحقا) السيدة / فاطمة أحمد إبراهيم وزيرة ممثلة لاتحاد المرأة.

## إعدام الشفيع
حُكم عليه بالإعدام في عهد الرئيس جعفر النميري، الذي استغل فشل حركة الرائد هاشم العطا العسكرية في يوليو 1971م فأمر باعتقاله وحكم عليه بالإعدام يوم الاثنين 26 يوليو 1971م ونفذ حكم الإعدام شنقاً في 28 يوليو 1971م في سجن كوبر. ومن بين الذين تم إعدامهم من المدنيين. الدكتور جوزيف قرنق وعبد الخالق محجوب وآخرين .

## إنجازات الشفيع أحمد الشيخ
- رئيساً لاتحاد عمال السودان.
- نائباً لرئيس الاتحاد العالمي لنقابات العمال.
- عضواً في المكتب السياسي للحزب الشيوعي السوداني.
- وزيرًا ممثلًا للعمال في حكومة سر الختم الخليفة.
- حائزًا على وسام السلام العالمي من فرنسا عام 1964م.
- حائزًا على وسام لينين من موسكو عام 1968م.

ووصف في هذه المنظمات جميعها بالحكيم. ولكن لم يشفع له هذا كله لدى جعفر النميري رئيس البلاد في ذلك الوقت، الذي استغل فشل حركة الرائد هاشم العطا العسكرية في يوليو (1971م) فأمر باعتقاله وحكم عليه بالإعدام ونفّذ الحكم فوراً في 28 يوليو 1971م، وذلك كله خلال ستين ساعة، في واحدة من أكبر غيبوبات العدالة في السودان.
والجدير بالذكر أن من بين الذين تم إعدامهم من المدنيين القانوني الجنوبي الأول الدكتور جوزيف قرنق وعبد الخالق محجوب وآخرين .